# اریک هیل
اریک هیل (انگلیسی: Erik Heil؛ زادهٔ ۱۰ اوت ۱۹۸۹) قایقران قایق بادبانی اهل آلمان است.